# Graham Dorrans
Graham Dorrans (ur. 5 maja 1987 w Glasgow) – szkocki piłkarz występujący na pozycji ofensywnego pomocnika w Johnstone Burgh i reprezentacji Szkocji.

## Kariera klubowa
Od 13 roku życia Dorrans występował w zespole Livingston. 14 maja 2005 roku w meczu Scottish Premier League z Kilmarnock zadebiutował w pierwszym składzie, kiedy to zmienił w 88. minucie Colina McMenamina. Był to jego jedyny występ w sezonie 2004/2005.
31 sierpnia 2005 roku został wypożyczony do Partick Thistle. W klubie tym zadebiutował 10 września w meczu Scottish Football League Second Division z Ayr United. 1 października w meczu z Alloa Athletic zdobył swoją pierwszą bramkę w rozgrywkach ligowych. Do 31 grudnia w Patrick Thistle Dorrans rozegrał 15 spotkań i zdobył pięć bramek. Po powrocie z wypożyczenia, 13 stycznia 2006 roku przedłużył kontrakt z Livingston o trzy lata. W sezonie 2005/2006 jego zespół spadł do Scottish Football League First Division.
22 sierpnia 2008 roku w meczu Pucharu Ligi z Brechin City zdobył swoją pierwszą bramkę dla Livingstonu. Ogółem w sezonie 2006/2007 rozegrał 39 spotkań oraz strzelił osiem goli.
Po tygodniowych testach w West Bromwich Albion, 31 stycznia 2008 roku uzgodniono warunki jego kontraktu z tym klubem i w lipcu 2008 roku stał się on zawodnikiem tego zespołu. Zainteresowanie Dorransem wyrazili także: Heart of Midlothian, Middlesbrough i Rangers. W sezonie 2007/2008 wystąpił w 41 meczach i zdobył 12 goli dla Livingstonu. Został także wybrany najlepszym zawodnikiem Scottish First Division.
21 grudnia 2008 roku zadebiutował w Premier League w meczu z Manchesterem City, wygranym 2:1. W sezonie 2008/2009 rozegrał 11 spotkań, a jego klub zajął ostatnie miejsce w tabeli i spadł do Football League Championship.
8 maja 2009 roku uzgodnił warunki nowego kontraktu z West Bromwich Albion. 11 sierpnia w meczu Pucharu Ligi z Bury zdobył swoją pierwszą bramkę dla tego zespołu. W sezonie 2009/2010 był podstawowym zawodnikiem West Bromwich Albion. Strzelił ponad 15 bramek i pomógł swojej drużynie w awansie do Premier League. Został także wybrany do najlepszej jedenastki sezonu w lidze. W kwietniu 2010 roku West Ham United złożył ofertę kupna Dorransa za 4 miliony funtów, którą odrzucono.
19 lipca 2010 roku podpisał nowy, czteroletni kontrakt z klubem.

## Kariera reprezentacyjna
24 marca 2007 roku Dorrans zadebiutował w reprezentacji Szkocji do lat 20 w meczu towarzyskim z Kanadą. Rozegrał również trzy spotkania na Mistrzostwach Świata U-20 rozgrywanych w tym samym roku. Szkocja zajęła tam czwarte miejsce w grupie F i nie awansowała do fazy pucharowej. 5 lutego 2008 roku po raz pierwszy wystąpił w kadrze U-21, kiedy to zagrał w spotkaniu z Norwegią. W tej kategorii wiekowej rozegrał łącznie pięć meczów. W kwietniu 2009 roku został powołany na mecz reprezentacji B, jednak został wycofany ze składu z powodu kontuzji.
10 października 2009 roku w spotkaniu towarzyskim z Japonią Dorrans zadebiutował w pierwszej reprezentacji Szkocji.